# Isola Domašnij (Baia della Sajda)
L'isola Domašnij (in russo остров Домашний, ostrov Domašnij) è un'isola russa, bagnata dal mare di Barents.
Amministrativamente fa parte del circondario cittadino (gorodskoj okrug) di Aleksandrovsk dell'oblast' di Murmansk, nel Circondario federale nordoccidentale.

## Geografia
L'isola è situata nella parte meridionale della baia della Sajda, nella zona nordoccidentale della baia di Kola, e quest'ultima nella parte centro-meridionale del mare di Barents. Dista dalla terraferma, nel punto più vicino, circa 270 m.
Domašnij si trova a ovest della città chiusa di Gadžievo e a nordest dell'insediamento disabitato di Sajda Guba.

È orientata in direzione nordest-sudovest. Ha una forma triangolare irregolare con il vertice rivolto a sud. A nord, il vertice occidentale si prolunga in uno stretto promontorio, che dà all'isola quasi una forma di S schiacciata longitudinalmente. Misura circa 1,4 km di lunghezza e 460 m di larghezza massima nella parte settentrionale. A sud raggiunge un'altezza massima di 48,6 m s.l.m.
300 m a est dell'estremità settentrionale è presente un isolotto senza nome; un altro si trova lungo la costa sudovest dell'isola.

## Isole adiacenti
Nelle vicinanze di Domašnij si trovano:
- Isola Ploskij (остров Плоский), 1,7 km a nordest, è un'isola triangolare irregolare, orientata in direzione nordest-sudovest. (69°16′12″N 33°18′52″E)
- Isola Jagel'nyj (остров Ягельный), 2,35 km a nordest, è un'isola di forma allungata irregolare, che chiude al centro il golfo Jagel'naja (бухта Ягельная).[5] (69°15′59.3″N 33°19′47.6″E)
- Isola Prodol'nyj (остров Продольный), 85 m a est di Domašnij, è un'isola stretta e lunga. (69°14′56″N 33°15′19″E)
- Isole Lesnye (острова Лесные), 625 m a ovest di Domašnij, sono due piccole isola tra l'imboccatura della baia Lesnaja (бухта Лесная) e il villaggio disabitato di Sajda Guba. (69°15′08″N 33°13′36.4″E)